# Innenarchitektur

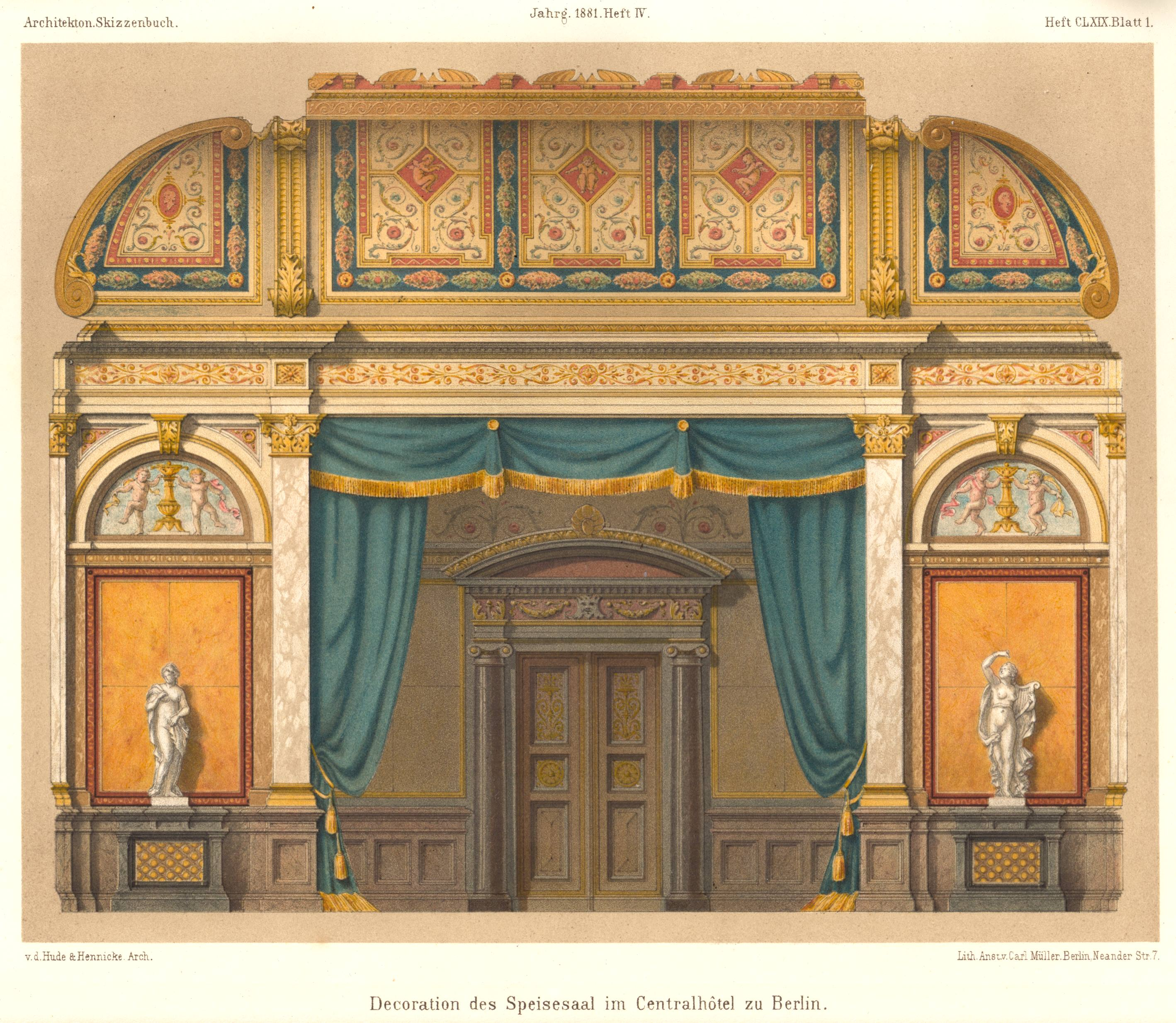
Innenarchitektur, Zeichnung von von der Hude & Hennicke

Unter Innenarchitektur versteht man die Planung und Gestaltung von Innenräumen. Sie umfasst technisch-konstruktive Aspekte ebenso wie ästhetisch-künstlerische Belange.
Im englischsprachigen Bereich gibt es die Besonderheit, dass Studiengänge sowohl für interior architecture als auch für interior design angeboten werden, wobei die Schwerpunkte entweder auf die technisch-funktionelle Gestaltung oder auf die formalästhetische Entwurfsarbeit gelegt wird.
Während die Berufsbezeichnung Innenarchitekt gesetzlich geschützt und im deutschen Architektenrecht verankert ist, gilt dies nicht für die Bezeichnung Interior Designer.

## Innenarchitektur
Innenarchitektur im heutigen Sinne geht zurück auf das Verständnis von Wohnraum in bürgerlichen Haushalten im Holland des 17. Jahrhunderts. Im späten 17. Jahrhundert wurden in Frankreich erstmals Vorhänge, Tapeten und Polster darauf abgestimmt, ein harmonisches Ganzes zu bilden. Im 19. Jahrhundert wurde das Heim zu einer Zufluchtsstätte, deren Räume eindeutig bestimmten Zwecken zugeordnet wurden (Ess-, Schlaf-, Wohnzimmer) und welche nach persönlichem Geschmack gestaltet wurde.

### Inhalte

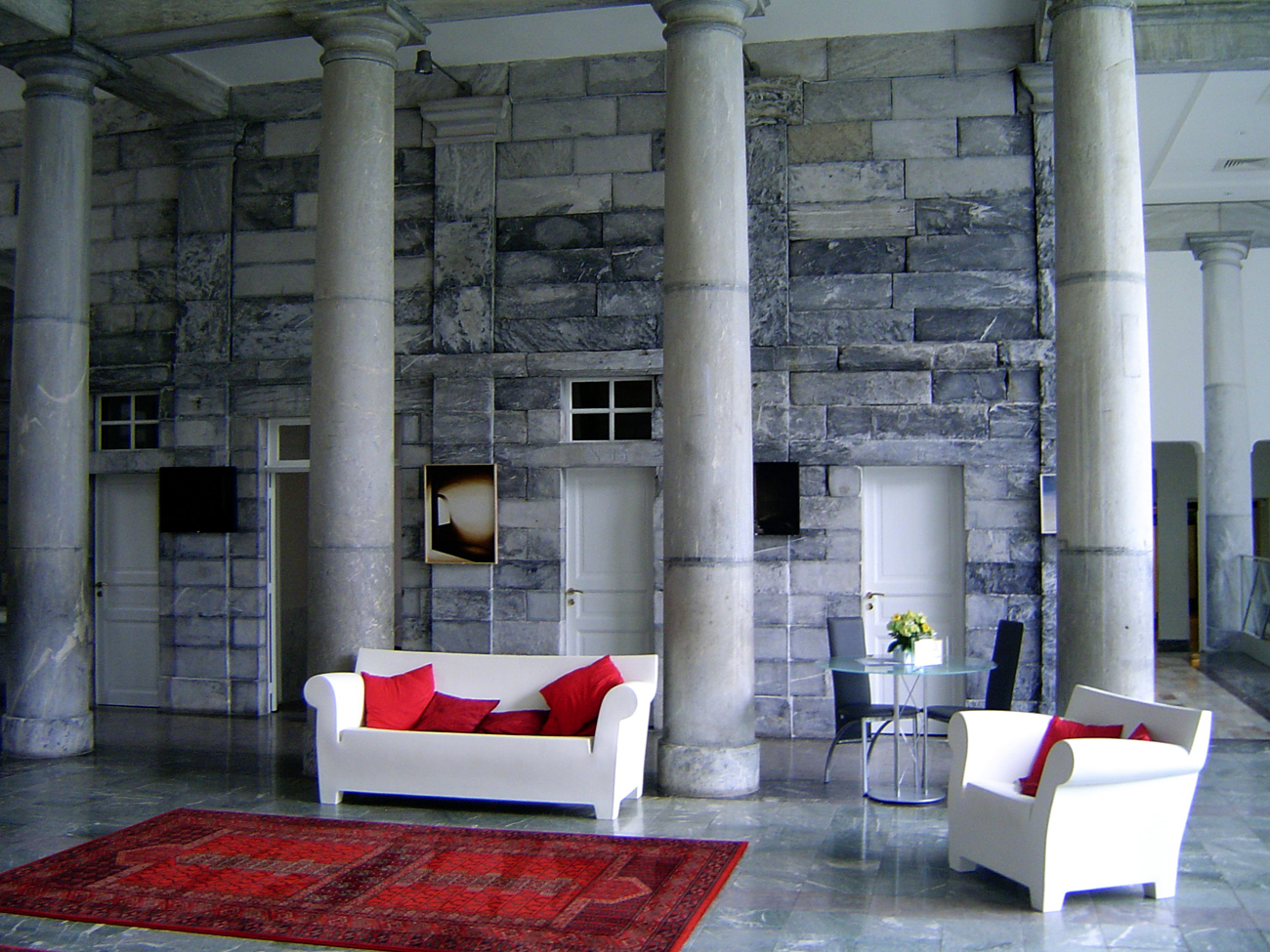
Postmoderne bzw. neoklassizistische Innenarchitektur

In industrialisierten Ländern mit stagnierender Bevölkerungsentwicklung wird weniger neu gebaut als umgenutzt, saniert und modernisiert. Der Innenarchitektur kommt so eine zunehmende Bedeutung zu.
Innenarchitektur umschreibt das Konzipieren, Entwerfen, Planen und Umsetzen von Innenräumen, im Hinblick auf praktische Aspekte wie Nutzbarkeit (und Umnutzbarkeit), ebenso wie auf ihre Atmosphäre, Symbolik und Wirkung.
Die Umgebung übt Einfluss auf Körper, Geist und Verhalten von Menschen aus. Neben den technischen Aspekten gilt es, den Empfindungsraum zu gestalten, der dem Raum über die räumliche Wahrnehmung Beziehungen und Bedeutungen vermittelt (siehe auch: Gestaltungstherapie).
Der Arbeitsbereich von Innenarchitekten überschneidet sich teilweise mit dem der Raumausstatter sowie mit der dekorativen Kunst.

### Themen

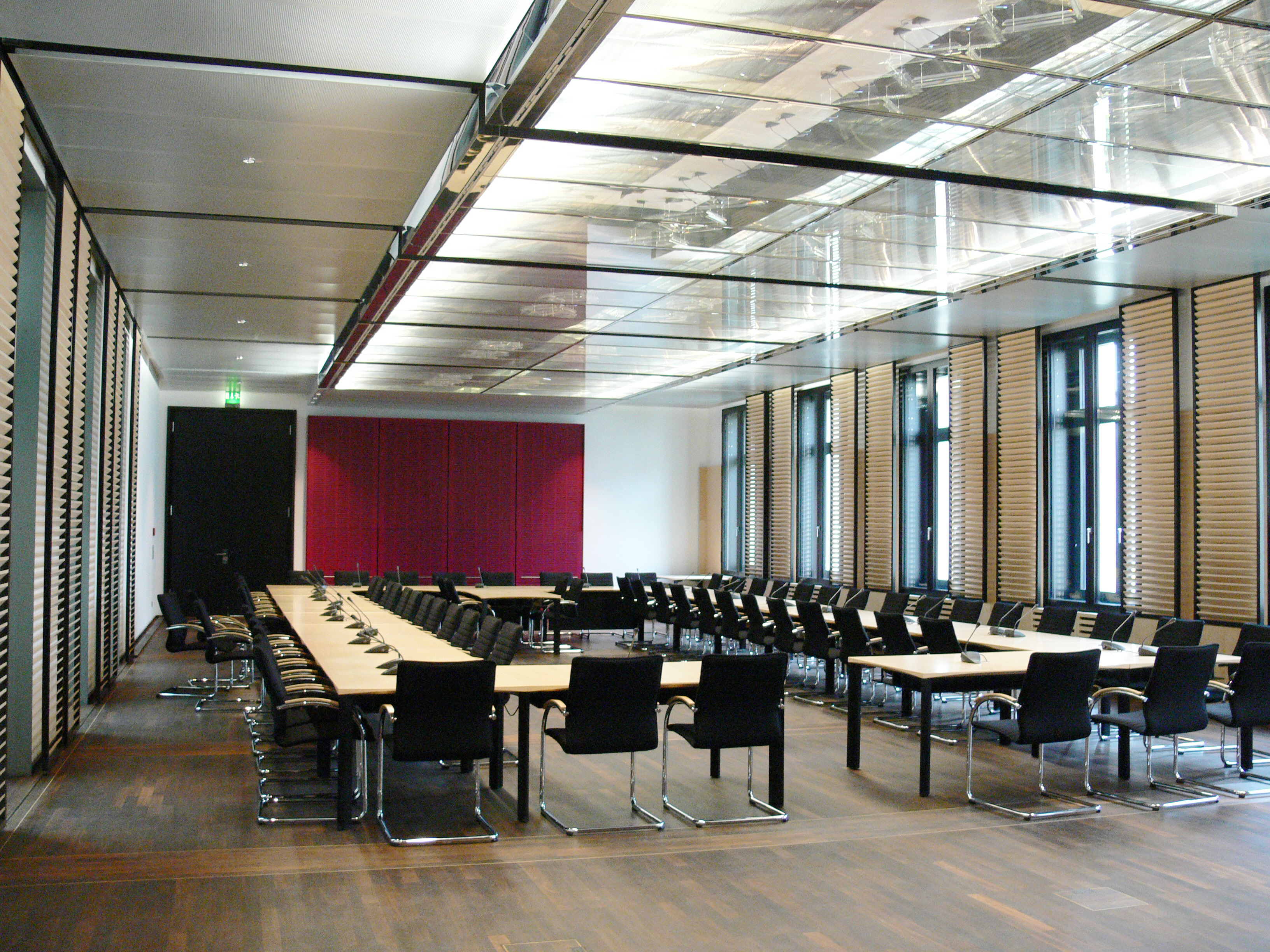
Sitzungssaal

- Innenausbau, Raumbildender Ausbau (Trockenbau)
- Belichtung, Beleuchtung, Sonnenschutz
- Raumklima, Belüftung
- Materialien, Farben, Oberflächen (Fußbodenbelag, Tapete, Vertäfelung, Stuck)
- Technikintegration Facilitymanagement, Technischer Ausbau
- Klang, Raumakustik
- Ausstattung (Textilien, Kunstwerke, Möbel, Medien)

### Stile

#### Art Deco
Kennzeichnend für den Stil des Art déco sind geometrische Formen, Stromlinien und klare Linien. Insgesamt entsteht dabei ein elegantes und kühles Aussehen. Materialien wie Chrom, Glas, Edelstahl, glänzende Stoffe, Spiegel, Aluminium, Lack, bearbeitetes Holz und Häute aus Haifisch und Zebra können dabei verwendet werden. Die Farben sind schlicht und ebenso kühl gehalten: metallfarben, neutral, glänzend, schwarz-weiß sowie Silber, Gold, Metallic-Blau, Anthrazit und Platin. In den 1920ern und 30ern war auch das Schwarz-Weiß Farbschema als Schachbrettmuster, auf Fliesen, Fußböden oder Tapeten beliebt.

#### Japanischer Stil
Dieser Stil basiert auf Handwerkskunst, Schönheit, sorgfältiger Ausarbeitung und Eleganz. Die Einrichtung ist sehr einfach gehalten, trotzdem wird Wert auf das Detail gelegt. Feinheit und Schlichtheit stehen im Vordergrund. Die Räume werden multifunktional genutzt mit Papierwänden oder Raumteilern, den sogenannten Shōji. Sie lassen Privatsphäre entstehen und sind lichtdurchlässig. Alternativ gibt es die Schiebetüren mit Namen Fusuma, die über die gesamte Wandbreite verlaufen. Bevorzugt werden Materialien wie edles Holz, Bambus, Seide, Reisstrohmatten und Shoijs. Natürliche und schlichte Farben wie schwarz, weiß, cremefarben, grau und braun werden gewählt.

## Innenarchitekt

### Berufsbild
Innenarchitekten entwerfen Gesamtkonzepte und Detaillösungen für Innenräume von Gebäuden sowie temporären und mobilen Räumen. Darunter fallen die Gestaltung öffentlicher und repräsentativer Orte (z. B. Foyers, Museen, Hotels) und die Gestaltung von Geschäftsräumen (z. B. Läden, Restaurants). Weitere wichtige Themen sind Arbeitswelten (z. B. Büro) und der Freizeit- und Wohnbereich (z. B. individuelle und serielle Möbel).
Innenarchitekten thematisieren Fragen der grundlegenden formalen Gestaltung von Innenräumen und deren struktureller Gliederung, der Material- und Produktauswahl, der Farb- und Lichtkonzepte, der Konstruktion und Fügungen der Möbel und Ausbauten sowie der Integration von Technik und Medien.
Innenarchitekten tragen mit ihren Gestaltungsprodukten dazu bei, gesellschaftlichen Wertvorstellungen und Ansprüchen in der Arbeits-, Geschäfts-, Freizeit- und Wohnwelt gestalterischen Ausdruck zu verleihen.
Innenarchitekten sind wie die Hochbau-Architekten Mitglied einer Architektenkammer und weisen bei einem Eintragungsverfahren bestimmte Qualifikationen nach: ein abgeschlossenes Hochschulstudium „Innenarchitektur“, Berufspraxis nach dem Studium von bestimmter Dauer, fachspezifische Weiterbildung und Weiteres. Innenarchitekten konzipieren, planen und gestalten Innenräume ganzheitlich nach dem Leistungsbild entsprechend der Honorarordnung für Architekten und Ingenieure (HOAI).
Eine Bauvorlageberechtigung für Innenarchitekten ist  unterschiedlich in den Bundesländern (D) geregelt.
Bayern: Nach Art. 61 Abs. 4 Nr. 4 BayBO sind Innenarchitekten bauvorlageberechtigt für mit der Berufsaufgabe, dem Innenausbau, verbundene baulichen Änderungen von Gebäuden. Entscheidend für die Bauvorlageberechtigung ist also nicht die Art der baulichen Anlage, sondern die Zugehörigkeit der vorgelegten Planungen zu den Aufgaben, wie sie das Berufsbild des vom Entwurfsverfasser ausgeübten Berufs festlegt. Soweit solche Änderungen mit dem Innenausbau zusammenhängen, kann sich die Bauvorlageberechtigung auch auf Fassadenänderungen, die Veränderung tragender Bauteile, Altbausanierungen und andere Umbauten beziehen.

### Arbeitsfelder

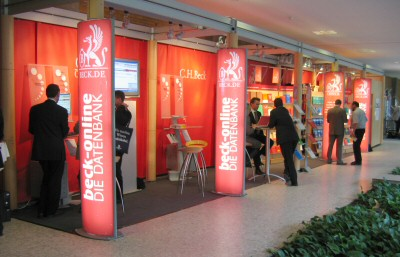
Arbeitsfeld Messebau

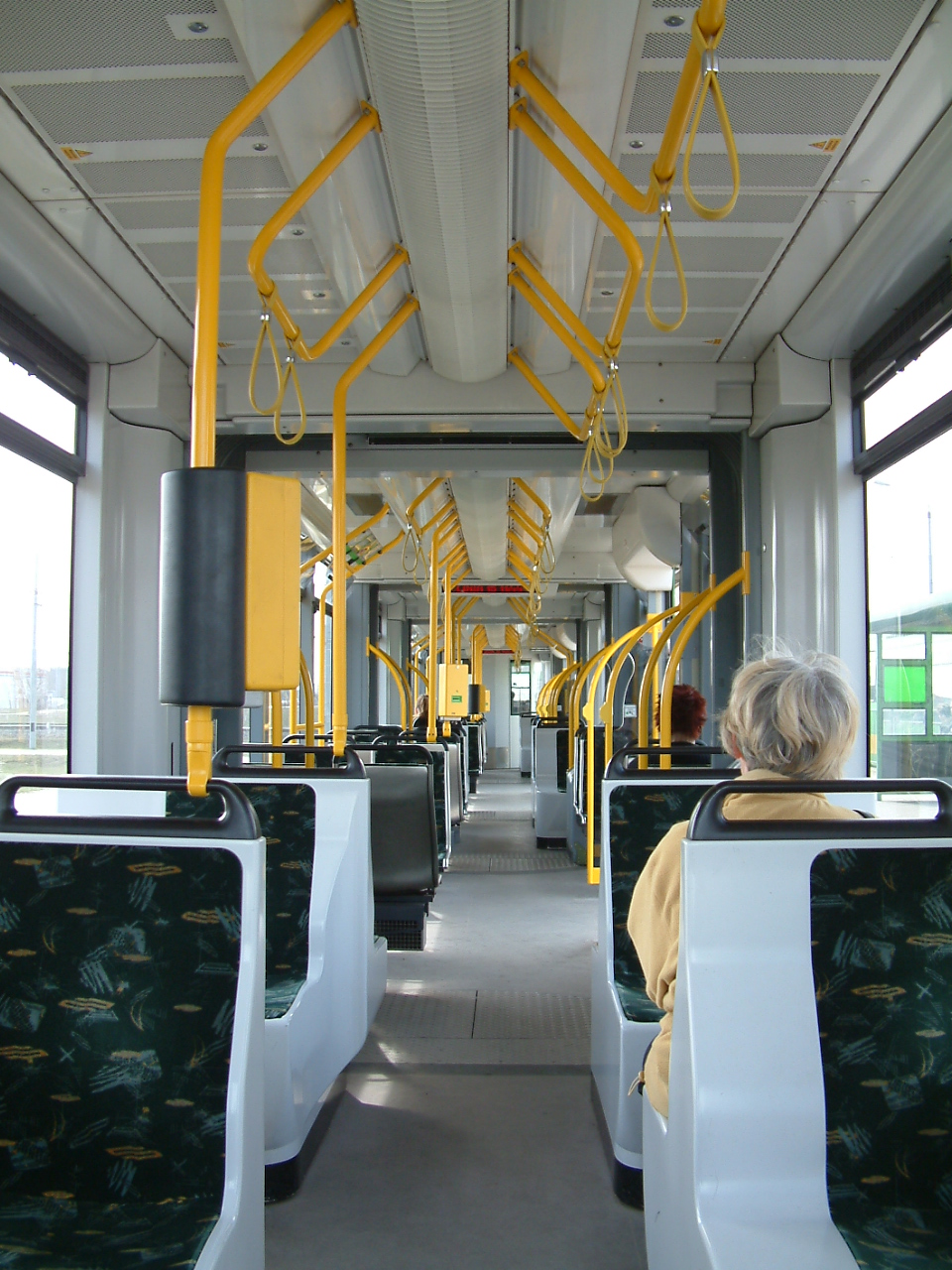
Ein Arbeitsfeld: Die Innenräume von Flugzeugen, Yachten, Zügen, Straßenbahnen

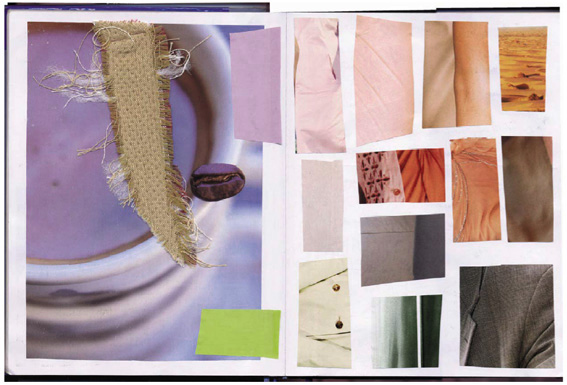
Farbschema (auch Sampleboard) hilft bei der Auswahl und Zusammenstellung von Farben und Materialien

- Ausstellungsbauten (Messebauten, Museen)
- Betreuungs- und Pflegebauten (u. a. Seniorenbauten, Krankenhäuser, Pflegeheime, Arzt- und Anwaltspraxen)
- Freizeit- und Erholungsbauten (u. a. Kureinrichtungen, Sportstätten, Wellnesseinrichtungen)
- Handelsbauten (Geschäfte)
- Hotel- und Gastronomiebauten (u. a. Hotels, Restaurants, Bars)
- Kulturbauten (u. a. Opern, Theater, Diskotheken, Konzerthallen, Versammlungsstätten)
- Private Wohn- und Arbeitsbauten (u. a. Villen, repräsentative Wohnungen; Ateliers, Bibliotheken)
- Sakralbauten (u. a. Kirchen, Synagogen, Moscheen)
- Verwaltungsbauten (u. a. Bürobauten, Banken, Arbeitsplatzgestaltungen, Konferenz- und Schulungsräume)
- Verkehrsbauten (u. a. Flughäfen, Flugzeuge, Bahnhöfe, Wohnwagen)

### Ausbildung
Die Berufsbezeichnung „Innenarchitekt*in“ ist im Gegensatz zu „Interior Designer“ in Deutschland gesetzlich geschützt. Diese Berufsbezeichnung darf nur führen, wer Mitglied in einer Architektenkammer ist. Der Eintrag in der Architektenkammer kann nur erfolgen, wenn neben anderen Kriterien insbesondere ein Studium der Innenarchitektur erfolgreich abgeschlossen worden ist, und nach dem Studienabschluss zwei Jahre Berufserfahrung nachgewiesen werden.

#### Deutschland
Innenarchitektur ist ein Studiengang, der in Deutschland an Hochschulen, Fachhochschulen und Akademien in gegenwärtig 22 verschiedenen Studiengängen belegt werden kann.  Dazu gehören u. a. die Hochschule Darmstadt, Technische Universität Dresden, Hochschule Düsseldorf, Burg Giebichenstein Kunsthochschule Halle, Universität Hannover, Hochschule für Technik Stuttgart und Weitere. In den vergangenen Jahren wurde das Studium mit dem akademischen Grad Diplomingenieur, beziehungsweise Diplom-Designer abgeschlossen. Mittlerweile stellen nahezu alle Studiengänge auf Bachelor und Master um.
Berufsverband ist der Bund Deutscher Innenarchitekten (bdia) in Berlin.

#### Österreich
In Österreich gibt es verschiedene Schulen, in denen Innenarchitektur gelehrt wird. Die HTBLA Hallstatt in Hallstatt (Oberösterreich) hat einen Zweig für Innenarchitektur und Möbelbau. An den HTBLA Hallein in Hallein, an der HTL Mödling in Mödling, in Villach und Imst ist es möglich, den Zweig Innenraumgestaltung und Möbelbau zu wählen. Weiters besteht die Möglichkeit, eine HTL für Kunstgewerbe, Fachrichtung Innenarchitektur und Möbeldesign HTBLVA Ortweinschule in Graz zu besuchen.
Im Hochschulbereich besteht die Möglichkeit, Innenarchitektur und 3D-Gestaltung an der New Design University in St. Pölten zu studieren.

#### Schweiz
In der Schweiz existieren zwei Möglichkeiten zur Aus- resp. Weiterbildung zur Innenarchitektur.
Fachhochschule:
- Institut Innenarchitektur und Szenografie, Hochschule für Gestaltung und Kunst, Fachhochschule Nordwestschweiz: Zulassung mit gymnasialer Maturität oder Berufsmaturität. 6 Semester Vollzeitausbildung. Bei Nichtfachlicher Vorbildung zusätzlich 2 Semester einschlägiges Praktikum. Abschluss als Bachelor of Arts.
- Hochschule Luzern, Studiengang Innenarchitektur: Aufnahme zum Studium über ein dreistufiges Verfahren bestehend aus der Zulassung zum Portfolioverfahren, dem Portfolioverfahren mit integrierter Vorarbeit und einem persönlichen Aufnahmegespräch. Das Portfolio setzt sich aus einer Sammlung eigener Arbeiten gestalterischer und technischer Art sowie dem Resultat der Vorarbeit zusammen. Bei nichtfachlicher Vorbildung (ohne einschlägige Berufslehre) sind zusätzlich 2 Semester einschlägiges Praktikum oder gestalterischer Vorkurs nötig. Vollzeit- und Teilzeitausbildung möglich. Abschluss als Bachelor of Arts.

Höhere Fachschule (früher Technikerschule):
- Die Ausbildung wird zurzeit in Zürich (BBZ) und Chur (ibW Graubünden) angeboten. Zulassung mit Fähigkeitszeugnis einer Berufslehre in einschlägigen Fachbereichen und/oder mit erfolgreichem Abschluss des zweisemestrigen Baugrundkurses BGK (BBZ) oder des zweisemestrigen Kurses Interiordesign (ibW). Hauptstudium: 7,5 Semester berufsbegleitende Ausbildung. Eidg. Abschluss als Dipl.Tech.Innenarch. HF.

Berufsvertretung ist die Vereinigung Schweizer Innenarchitekten und Innenarchitektinnen (Association Suisse des Architectes d’intérieur, Associazione Svizzera degli Architetti d’interni).

#### Tunesien
In Tunesien existieren drei Möglichkeiten zur Aus- resp. Weiterbildung zur Innenarchitektur.
- École Nationale d’Architecture et d’Urbanisme de Tunis, in dem Künstlerdorf Sidi Bou Saïd, etwa zwanzig Kilometer nordöstlich von Tunis im Norden von Tunesien. Zulassung mit Baccalauréat und kann man dort Architektur studieren mit schwerpunkt Innenarchitektur. Zwölf Semester Vollzeitausbildung. Abschluss als Diplôme national d’Architecte.

- École supérieure des sciences et technologies du Design de Tunis. Zulassung mit Baccalauréat. Innenarchitektur zehn Semester Vollzeitausbildung für das Abschluss Diplôme National Architecte d'intérieur / Design. Mittlerweile stellen nahezu alle Studiengänge auf Bachelor und Master um.
- École supérieure des Beaux arts de sousse
- Private Universitäten Zulassung mit Baccalauréat. Innenarchitektur zehn Semester Vollzeitausbildung für das Abschluss Diplôme National Architecte d'intérieur / Design. Mittlerweile stellen nahezu alle Studiengänge auf Bachelor und Master um.

Die Ausbildung dauert ungefähr fünf bis sieben Jahre und acht bis zehn Semester.